# قتلة بالفطرة
قتلة بالفطرة بالإنجليزية (Natural Born Killers) هو فيلم جريمة/أكشن أنتج العام 1994م
قام بإخراجه المخرج أوليفر ستون.

## قصة الفيلم
يتحدث هذا الفيلم عن شخصيتين كانا ضحيتين لطفولة مؤلمة ليقعا في حب بعضهما البعض، ويمارسان القتل الجماعي ويتم تضخيم موضوعهما وبشكل غير مسؤول من قبل وسائل الإعلام. و قصة الفيلم مستندة على سيناريو للمخرج كوينتن تارانتينو والذي تم مراجعته وتنقيحه بشكل دقيق من قبل مخرج الفيلم أوليفر ستون وعدد من الكتاب والمنتجين الذين شاركوا في إعداد هذا الفيلم.

## بطولة الفيلم
- وودي هارلسون في دور ميكي نوكس
- جوليت لويس في دور مالوري ويلسون نوكس
- روبرت داوني جونير في دور واين غايل
- توم سيزمور في دور المحقق جاك سكاغنيتي
- تومي لي جونز في دور آمر السجن دوايت مكلستي

## الإيرادات
في بداية افتتاحه خلال عطلة نهاية الأسبوع حصد الفيلم ما يقارب $11,166,687 وذلك بعد عرضه في 1,510 مسارح سينمائية. وبحلول يناير 2007م حصد الفيلم ما يقارب $50,282,766 داخل الولايات المتحدة فقط.

## جدال حصل حول الفيلم

### الرقابة على الفيلم
عند تسليم الفيلم لجمعية الفيلم الأمريكي (MPAA) لكي يتم تقييمه حسب نظام الجمعية ، تم إبلاغ المخرج أوليفر ستون بأنه سيتم تصنيف الفيلم (NC-17) (غير مناسب للمراهقين دون سن 17 سنة) إذا لم يقتطع بعض المشاهد منه، وبالفعل فقد قام ستون بقطع مشاهد بلغت مدتها 4 دقائق من الفيلم، لتقوم جمعية (MPAA) بتصنيفه بالعلامة (R) (لابد من متابعة شخص بالغ مع المراهقين دون سن 17 سنة).

### جرائم تقليد شخصيات الفيلم
منذ عرض الفيلم على المشاهدين في دور السينما، أصبح الفيلم موضع اتهام كمصدر تشجيع وإلهام لعدد من المجرمين الذين ارتكبوا عددا من الجرائم في عدد من دول العالم ومنها:
- الولايات المتحدة: مذبحة ثانوية كولومباين في كولورادو، وحادثة إطلاق نار في ثانوية هيث في كنتاكي.
- كندا: مذبحة عائلة ريتشاردسون في ألبرتا.
- المملكة المتحدة: تم منع عرض الفيلم بعد حادثة مجزرة ثانوية دنبلاين في اسكتلندا. كما تم منع عرض الفيلم نهائيا في أيرلندا.

## وصلات خارجية
- قتلة بالفطرة على موقع IMDb (الإنجليزية)
- قتلة بالفطرة على موقع ميتاكريتيك (الإنجليزية)
- قتلة بالفطرة على موقع الموسوعة البريطانية (الإنجليزية)
- قتلة بالفطرة على موقع روتن توميتوز (الإنجليزية)
- قتلة بالفطرة على موقع نتفليكس (الإنجليزية)
- قتلة بالفطرة على موقع قاعدة بيانات الأفلام العربية
- قتلة بالفطرة على موقع ألو سيني (الفرنسية)
- قتلة بالفطرة على موقع Turner Classic Movies (الإنجليزية)
- قتلة بالفطرة على موقع أول موفي (الإنجليزية)
- قتلة بالفطرة على موقع بوكس أوفيس موجو (الإنجليزية)